# Diskografie Mika Oldfielda
Toto je kompletní diskografie britského multiinstrumentalisty Mika Oldfielda.

## Studiová alba
| Rok  | Album                      | UK | US  | Label                                        |
| ---- | -------------------------- | -- | --- | -------------------------------------------- |
| 1973 | Tubular Bells              | 1  | 3   | Virgin Records                               |
| 1974 | Hergest Ridge              | 1  | 87  | Virgin Records                               |
| 1975 | Ommadawn                   | 4  | 146 | Virgin Records                               |
| 1978 | Incantations               | 14 | –   | Virgin Records                               |
| 1979 | Platinum                   | 24 | –   | Virgin Records                               |
| 1980 | QE2                        | 27 | 174 | Virgin Records                               |
| 1982 | Five Miles Out             | 7  | 164 | Virgin Records                               |
| 1983 | Crises                     | 6  | –   | Virgin Records                               |
| 1984 | Discovery                  | 15 | –   | Virgin Records                               |
| 1987 | Islands                    | 29 | 138 | Virgin Records                               |
| 1989 | Earth Moving               | 30 | –   | Virgin Records                               |
| 1990 | Amarok                     | 49 | –   | Virgin Records                               |
| 1991 | Heaven's Open              | –  | –   | Virgin Records                               |
| 1992 | Tubular Bells II           | 1  | 5   | Warner Music                                 |
| 1994 | The Songs of Distant Earth | 24 | –   | Warner Music                                 |
| 1996 | Voyager                    | 12 | 10  | Warner Music                                 |
| 1998 | Tubular Bells III          | 4  | –   | Warner Music                                 |
| 1999 | Guitars                    | 40 | –   | Warner Music                                 |
| 1999 | The Millennium Bell        | –  | –   | Warner Music                                 |
| 2002 | Tr3s Lunas                 | –  | –   | Warner Music                                 |
| 2003 | Tubular Bells 2003         | 51 | –   | Warner Music                                 |
| 2005 | Light + Shade              | –  | –   | Mercury Records                              |
| 2008 | Music of the Spheres       | 9  | –   | Universal Classics and Jazz, Mercury Records |
| 2014 | Man on the Rocks           | 12 | –   | Virgin EMI Records                           |
| 2017 | Return to Ommadawn         | 4  | –   | Virgin EMI Records                           |

## Soundtracky
| Rok  | Album              | UK | US | Label          |
| ---- | ------------------ | -- | -- | -------------- |
| 1984 | The Killing Fields | 97 | –  | Virgin Records |

## Koncertní alba
| Rok  | Album                        | UK | US | Label          |
| ---- | ---------------------------- | -- | -- | -------------- |
| 1975 | The Orchestral Tubular Bells | 17 | –  | Virgin Records |
| 1979 | Exposed                      | 16 | –  | Virgin Records |

## Kompilační alba
| Rok  | Album                                     | UK | US | Label                               |
| ---- | ----------------------------------------- | -- | -- | ----------------------------------- |
| 1976 | Boxed                                     | 22 | –  | Virgin Records                      |
| 1980 | Impressions                               | –  | –  | Virgin Records                      |
| 1981 | Mike Oldfield's Wonderland                | –  | –  | Virgin Records, Ariola              |
| 1981 | Music Wonderland                          | –  | –  | Virgin Records                      |
| 1981 | Episodes                                  | –  | –  | Virgin Records                      |
| 1985 | The Complete Mike Oldfield                | 36 | –  | Virgin Records                      |
| 1993 | Elements – The Best of Mike Oldfield      | 5  | –  | Virgin Records                      |
| 1993 | Elements: 1973–1991                       | –  | –  | Virgin Records                      |
| 1997 | XXV: The Essential                        | –  | –  | Warner Music                        |
| 2001 | The Best of Tubular Bells                 | 60 | –  | Virgin Records                      |
| 2002 | Collection                                | –  | –  | Virgin Records                      |
| 2003 | The Complete Tubular Bells                | –  | –  | Warner Music                        |
| 2006 | The Platinum Collection                   | 36 | –  | Virgin Records                      |
| 2009 | The Mike Oldfield Collection 1974–1983    | 11 | –  | Mercury Records                     |
| 2012 | Icon                                      | –  | –  | Universal Music Enterprises         |
| 2012 | Two Sides: The Very Best of Mike Oldfield | 6  | –  | Mercury Records, Universal          |
| 2013 | Tubular Beats                             | –  | –  | Edel                                |
| 2013 | Moonlight Shadow: The Collection          | –  | –  | Spectrum Music                      |
| 2015 | The Best of 1992–2003                     | –  | –  | Warner Music                        |
| 2016 | The 1984 Suite                            | –  | –  | Mercury Records, Virgin EMI Records |

## Extended Play
| Rok  | EP                   | Label          |
| ---- | -------------------- | -------------- |
| 1978 | Take 4               | Virgin Records |
| 1981 | The Singles          | Virgin Records |
| 1982 | The Mike Oldfield EP | Virgin Records |

## Singly
- 1974 – „Mike Oldfield's Single“
- 1975 – „Don Alfonso“
- 1975 – „In Dulci Jubilo“
- 1976 – „Portsmouth“
- 1977 – „William Tell Overture“
- 1977 – „Cuckoo Song“
- 1979 – „Guilty“
- 1979 – „Blue Peter“
- 1980 – „Arrival“
- 1980 – „Sheba“
- 1982 – „Five Miles Out“
- 1982 – „Family Man“
- 1982 – „Mistake“
- 1983 – „Moonlight Shadow“
- 1983 – „Shadow on the Wall“
- 1984 – „Crime of Passion“
- 1984 – „To France“
- 1984 – „Tricks of the Light“
- 1984 – „Étude“
- 1985 – „Pictures in the Dark“
- 1986 – „Shine“
- 1987 – „In High Places“
- 1987 – „Islands“
- 1987 – „The Time Has Come“
- 1988 – „Flying Start“
- 1988 – „Magic Touch“
- 1989 – „Earth Moving“
- 1989 – „Innocent“
- 1989 – „One Glance Is Holy“
- 1991 – „Heaven's Open“
- 1991 – „Gimme Back“
- 1992 – „Sentinel“
- 1992 – „Tattoo“
- 1993 – „The Bell“
- 1994 – „Hibernaculum“
- 1995 – „Let There Be Light“
- 1997 – „Women of Ireland“
- 1998 – „Man in the Rain“
- 1998 – „Far Above the Clouds“
- 2002 – „To Be Free“
- 2002 – „Thou Art in Heaven“
- 2008 – „Spheres“
- 2014 – „Man on the Rocks“
- 2015 – „Zombies“

## Video alba
- 1980 – The Essential Mike Oldfield (koncert 1980)
- 1988 – The Wind Chimes (videoalbum)
- 1992 – Tubular Bells II (koncert 1992)
- 1993 – Elements – The Best of Mike Oldfield (videoalbum)
- 1998 – Tubular Bells III (koncert 1998)
- 2000 – The Art in Heaven Concert (koncert 1999/2000)
- 2005 – Exposed (koncert 1979)
- 2006 – Live at Montreux 1981 (koncert 1981)